# Ratasjärv
Ratasjärv (est. Ratasjärv (Kurtna Ratasjärv)) – jezioro w gminie Illuka, w prowincji Virumaa Wschodnia, w Estonii. Położone jest na terenie obszaru chronionego krajobrazu Kurtna (est. Kurtna maastikukaitseala). Ma powierzchnię 0,4 hektarów, linię brzegową o długości 237 m, długość 100 m i szerokość 60 m. Jest otoczone lasem. Jest jednym z 42 jezior wchodzących w skład pojezierza Kurtna (est. Kurtna järvestik). Sąsiaduje z jeziorami Pannjärv, Piirakajärv, Mätasjärv, Konnajärv.